# Münir Göle
Münir Göle écrivain turc, photographe - né en 1961 à Istanbul.

## Photographie

### Publications
- Châteaux et temples (calendrier), 1991
- Swiss Landscapes (calendrier), 1992
- Mnemosyne (monographie), 2007, Ultra, Istanbul, Tr-Ang  (ISBN 978-975-01-5890-2), 2010, Éditions de l'Aire, Vevey, Fr  (ISBN 978-2-88108-929-9)
- Yol Durumu (livre de photos et essais), 2009, YKY, Istanbul,  (ISBN 978-975-08-1692-5)
- Quipu (monographie), 2010, Éditions de l'Aire, Vevey, Fr  (ISBN 978-2-88108-930-5)
- Fogo (monographie), 2017, Alakarga, Istanbul, Tr  (ISBN 978-605-9315-36-4)
- Tromso (monographie), 2018, Alakarga, Istanbul, Tr
- Eyjafjallajökull (monographie), 2020, Alakarga, Istanbul, Tr
- Biei (monographie), 2020, Alakarga, Istanbul, Tr

Portfolios, couvertures de livres, photographies de paysages, portraits et jazz publiées dans des journaux, revues, livres internationaux.

### Expositions
- Mesure du Temps, Genève, 1991
- Lumières de Mémoire. Genève, 1992
- Bellek Işığı. Istanbul, 1992
- Luce della Memoria. Lugano, 1994
- Jazz. Genève. 1996
- Sessizliğin Sesi. Istanbul, 1996
- John Fowles and Behind the Magus. Ankara, 2000
- La Note Fantôme. Paris, 2004
- Passages. Genève, 2010

## Œuvres littéraires

### Livres
- Yansılar Kitabı (Le Livre des Reflets), 1997, (Afa, Istanbul,  (ISBN 975-414-336-6))
- Uzak Bir Gölge (Une Ombre Lointaine), 2000, (Can, Istanbul,  (ISBN 978-975-07-0984-5))à
- Sarı Zarf (L’Enveloppe Jaune), 2001, (Alakarga, Istanbul,  (ISBN 975-570-132-X))
- Surat Buruşturmalık 52 Metin (52 Textes Acides), 2002, (Sel, Istanbul,  (ISBN 975-570-178-8))
- Kaçamamak (Fuir/Pas Fuir), 2005, (Can, Istanbul,  (ISBN 975-07-0543-2))
- Fısıltılar (Les Sussurements), 2007, (Can, Istanbul,  (ISBN 978-975-07-0749-0))
- Yol Durumu (L’État des Routes), 2009, (YKY, Istanbul,  (ISBN 978-975-08-1692-5))
- Yırtık (La Déchirure), 2010, (YKY, Istanbul,  (ISBN 978-975-08-1751-9))
- Afaki Haller (Situations Superflues), 2012, (YKY, Istanbul,  (ISBN 978-975-08-2279-7))
- Çıkış Yolları (Les Chemins de Sortie), 2016 (Can. Istanbul,  (ISBN 978-975-07-3160-0)
- Dedikodu (Rumeur), 2016 (Alakarga, Istanbul,  (ISBN 978-605-9315-30-2)
- Tanıdık Bir Yüz (Un visage connu), 2018, (Alakarga, Istanbul)
- Belki de (Peut-être que), 2021, (Alakarga, Istanbul)

### Autres
- Ehram Yokuşu dans Istanbul Sokakları (Les Rues d'Istanbul), 2008 (YKY, Istanbul,  (ISBN 978-975-08-1371-9))
- Nocturne dans Rencontre 2, 2009, (Éditions de l'Aire,  (ISBN 2-88108-900-3))
- Antonio Tabucchi'ye in Yeraltına Mektuplar (Lettres sous-terrains), 2013 (YKY, Istanbul)
- Sisyphe (avec Cem Sağbil), 2014, Izmir
- İç Dökmek (Deverser avec Cem Sağbil), 2015, Istanbul

Il a publié plus de 100 articles principalement dans les journaux et revues spécialisés en art et culture, philosophie et littérature. Ses livres sont en cours de traduction en français.
Il a traduit Antonio Tabucchi, Jorge Luis Borges, John Fowles, Juan Carlos Onetti en turc.